# Bärwalde (Niederer Fläming)
Bärwalde ist ein Ortsteil der Gemeinde Niederer Fläming im Landkreis Teltow-Fläming im Land Brandenburg.

## Geographie
Bärwalde befindet sich, umgeben von Ackerflächen, etwa 20 Kilometer südöstlich von Jüterbog und 15 Kilometer nördlich von Herzberg im brandenburgischen Fläming. Das Dorf liegt an der Kreisstraße 7207, die Bärwalde mit den Nachbarorten Rinow im Osten und Weißen im Nordwesten verbindet. Nördlich des Ortes befindet sich Meinsdorf. Im Südosten ist das Dorf Freywalde benachbart, etwas weiter entfernt befindet sich südwestlich Schönewalde. Etwas südlich von Bärwalde verläuft das Schweinitzer Fließ durch ein Waldstück am Burgwall.

## Geschichte

### 10. bis 16. Jahrhundert

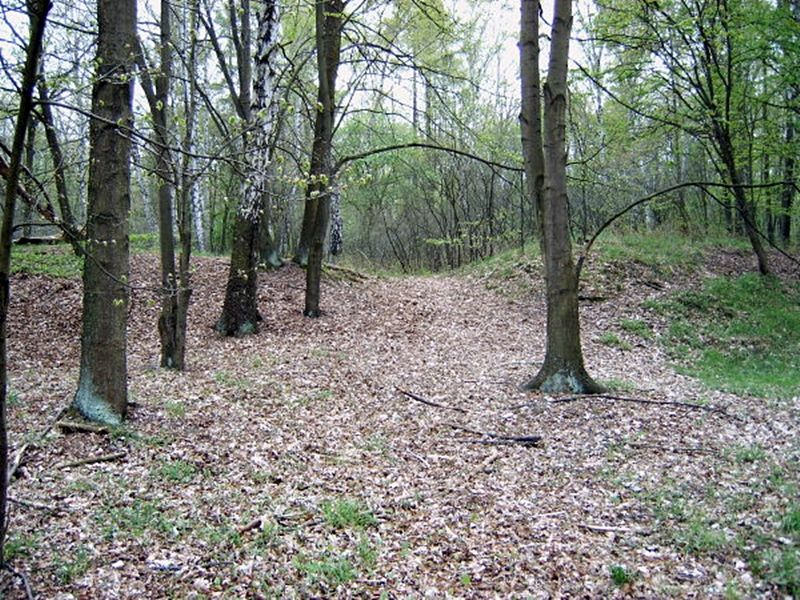
Burgwall Bärwalde

Aus archäologischen Grabungen ist bekannt, dass es bereits im 10./11. Jahrhundert eine slawische Wallanlage gab, die zu einem späteren Zeitpunkt zu einer Burg umgeformt wurde. Zum Ende des 13. Jahrhunderts erschienen in der Region die Herren von Bärwalde; 1357 wurde die Burg erstmals als Feste erwähnt. Hiltrud und Carsten Preuß bewerten die Lage der Burg in ihren Ausführungen zu den Guts- und Herrenhäusern im Landkreis Teltow-Fläming oberhalb des Dorfes als „eine hervorragende strategische Position“ im Mittelalter. Etwa 500 Meter von der Burg entfernt befindet sich der Burgwall Bärwalde, vermutlich ein Vorgängerbau dieser Burg. Das Dorf entstand im 12. Jahrhundert und gehörte wahrscheinlich den Anhaltinern. Das könnte auch der Grund dafür sein, dass Bärwalde nicht – wie sonst in der Region üblich – im Landbuch Karls IV. erschien. Von vor 1342 bis nach 1366 sind die Herren von Slawtitz (Slautitz) überliefert (ghenant von Slautzitz herren tzu Berenwalde), um 1389 erschienen die von Rehfelde im Ort vor Berenwalde, im Jahr 1396 die von Schlieben, die das zu dieser Zeit als Schloß bezeichnete Gebäude besaßen (vnser Slosse vnd vesten Bernwalde in dem lande zu lawsitz gelegin). Im 15. Jahrhundert übernahmen die Hohenzollern die Herrschaft.
Fast 400 Jahre lang, im Jahr 1416 beginnend, war das Gebiet um Bärwalde eine brandenburgische Exklave im Kurfürstentum Sachsen, meist Ländchen Bärwalde genannt. (Vor?) 1435 bis nach 1447 wurde die Familie von Leipzigk mit dem Ort belehnt und herrschte damit auch über das Ländchen. Für eine kurze Zeit, von 1448 bis nach 1449 erschien eine Familie von Rauchhaupt, von 1451 bis nach 1452 die Familie von Waldenfels, bis vor 1457 bis 1666 erneut die Familie von Leipzigk erneut im Ländchen herrschte. Mit dem Gubener Frieden von 1462 kamen Teile Böhmens an Brandenburg und die Exklave in das Kurfürstentum Brandenburg – umgeben bis 1680 vom Erzstift Magdeburg. In dieser Zeit erschien Bärwalde im Jahr 1472 als „Schloß mit dem Ackerwerk dazu und dem Städtchen(!) davor gelegen“ in den Akten. Bei einer Visitation im Jahr 1541 wurde festgestellt, dass der Pfarrer von den Junkern acht Scheffel Roggen erhielt, während der Küster von den Bewohnern aus Meinsdorf versorgt wurde. Bärwalde wurde im Jahr 1555 geplündert; der anschließende Wiederaufbau und die Besiedelung zogen sich hin: Im Jahr 1580 waren weder der Hirte noch der Schmied wieder im Dorf ansässig. Die verbliebenen Bewohner zahlten 11 Rheinische Gulden (fl) 6 Groschen (gr) Land- und Giebelschoß an Abgaben. In dieser Zeit erschien im Jahr 1579 die Schreibweise Pernwalde/Boryne.
Im Jahr 1624 waren fünf Kossätenhöfe besetzt; 1652 waren es nur noch zwei ganze und zwei halbe Kossäten, in Summe vier Personen, die die Äcker bestellten. In dieser Zeit war im Jahr 1627 von einer Region Im Bärwaldischen Lendichen die Rede. Bärwalde wurde anschließend geteilt. Die von Stutterheim übernahmen im Jahr 1666 das Schloß und Städtlein, den Landschulzen mit seinen Lehndiensten sowie drei Einwohner mit Ober- und Untergerichtsbarkeit (1695). Bei der Familie von Leipzigker verblieben ein Anteil am Schulzengut, an der wüst gefallenen Wassermühle (dem sogenannten Schrötergut) sowie zwei Kossätenhöfe. Die Familie hielt auch das Kirchenpatronat, während die Ober- und Untergerichtsbarkeit im Jahr 1719 wieder zu ihr zugewiesen wurde. In dieser Zeit besaß der Krüger einen Mittelhufen, die drei Kossäten je 1⁄2 Hufe, während ein Kossätenhof wüst lag. Ein weiterer Kossätenhof war besetzt, ein anderer mit 1⁄2 Hufe lag ebenfalls wüst. Doch auch die Teilung brachte keinen wesentlichen Aufschwung. Im Jahr 1682/1683 waren von den sechs Kossätenhofen nach wie vor zwei wüst.

### 18. Jahrhundert
Im Jahr 1711 lebten im Dorf acht Kossäten, offenbar aber nach wie vor unter schlechten Bedingungen: Vom Hirten wurde berichtet, dass er kein Vieh habe. Im Jahr 1734 erwarb der königlich-preußische Generalleutnant Gottfried Emanuel von Einsiedel verschiedene Anteile des Leipzigker Besitzes vereinigte die Dörfer Bärwalde, Weißen, Rinow, Herbersdorf, Kossin, Meinsdorf und Wiepersdorf. Die Einsiedel-Säule in Meinsdorf erinnert an diesen Vorgang. Es gab einen Dorfschulzen, sechs Kossäten und einen Büdner. Auf jeder Hufe konnten 4 Scheffel 4 Metzen Roggen, 6 Scheffel Gerte, 6 Scheffel Hafer, 1 Scheffel 6 Metzen Weizen, 1 Scheffel 8 Metzen Lein, 8 Metzen Wicken ausgesät werden. Die Kossäten säten jeder 5 Scheffel Roggen, 3 Scheffel Gerste, 3 Scheffel Hafer, 12 Metzen Lein und 6 Metzen Wicken. Nach seinem Tod 1745 übernahm seine Tochter Sofia Dorothea die Dörfer, darunter die sieben Kossäten in Bärwalde. Sie behielt ihren Wohnsitz in Wiepersdorf, verpachtete Bärwalde zunächst an eine Frau von Jeetze, um es mit Wirkung vom 10. Februar 1780 für 98.000 Taler an Joachim Erdmann von Arnim zu verkaufen. Unter seiner Leitung wurde die Burg zu einem herrschaftlichen Wohnsitz ausgebaut. In dieser Zeit lebten im Jahr 1756 in Bärwalde ein Bauer mit einer Hufe, der auch der Dorfschulze war. Es gab weiterhin sechs Kossäten und 13 Häusler, darunter einen Schankwirt, vier Drescher, einen Husar, zwei Maurer, einen Schmied und einen alten Soldaten. Unter den von Arnims wurden im Jahr 1791 insgesamt 26 Feuerstellen (=Haushalte) betrieben. Es gab sieben Kossäten, einen Büdner, 16 Hausleute und Einlieger, einen Beamten, einen Verwalter und einen Krüger.

### 19. Jahrhundert
Im Jahr 1801 lebten im Dorf und Gut sieben Ganzkossäten, zwei Büdner und 17 Einlieger. Es gab einen Krug und den Wohnplatz Ziegelei Carlsthal. Im Dorf wurden 31 Feuerstellen betrieben und 120 Morgen (Mg) Holz geschlagen. Erst nach dem Wiener Kongress 1815 und Gebietsabtretungen Sachsens an die preußische Provinz Brandenburg wurde die Exklave aufgelöst. Drei Jahre später hatten sich zwei Handelsleute und zwei Schneider angesiedelt. Das Gut und Dorf bestand im Jahr 1837 aus insgesamt 16 Wohnhäusern. Im Jahr 1840 lebten dort auch zwei Schneider und ein Schuhmacher. Weitere Angaben liegen aus dem Jahr 1858 vor. Demzufolge standen im Dorf 13 Wohn- und 23 Wirtschaftsgebäude und im Rittergut drei Wohn- und sieben Wirtschaftsgebäude. Das Dorf war 266 Mg groß: 4 Mg Gehöfte, 28 Mg Gartenland, 178 Mg Acker und 56 Mg Wiese, das Gut 536 Mg: 3 Mg Gehörte, 233 Mg Acker, 200 Mg Wiese und 100 Mg Wald. Im Jahr 1882 lebten im Dorf der Schulze, vier Kossäten, acht Büdner, zehn Mieter, ein Jäger, ein Meier, fünf Drescher, ein Hirte und ein Ortsarmer. Bärwalde bestand im Jahr 1891 aus dem Dorf mit Rittergut und Schloß. Dem Gut war der Wohnplatz Arnimswalde zugewiesen (1895).

### 20. Jahrhundert
Im Jahr 1900 war das Dorf 103,2 Hektar, das Gut 253,5 Hektar groß. In Bärwalde standen 17, im Gut vier Häuser. Im Dorf lebten ein Auszügler, zwei Büdner mit 6,60 Hektar und 6,25 Hektar sowie zwei Kossäten mit 18,40 Hektar und 12,48 Hektar. Im Jahr 1928 wurde das Gut mit der Gemeinde vereinigt; Bärwalde wurde 1931 Landgemeinde mit dem Wohnplatz Gut Bärwalde, war 356,7 Hektar groß und umfasste 22 Wohnhäuser mit 33 Haushaltungen. Im Jahr 1939 gab es einen land- und forstwirtschaftlichen Betrieb, der mehr als 100 Hektar umfasste. Vier Betriebe waren zwischen 10 und 20 Hektar, sechs zwischen 5 und 10 Hektar und drei Betriebe zwischen 0,5 und 5 Hektar groß.
Die Burg wurde nach dem Ende des Zweiten Weltkrieges abgetragen, um Baumaterial für Umsiedler zu gewinnen. Dabei kam ein vermutlich aus dem Mittelalter erbauter Turm aus Raseneisenstein zum Vorschein. Da dieses Baumaterial für die Umsiedler kaum zu gebrauchen war, blieb der Turm erhalten. Im Jahr 1948 wurden 258,6 Hektar enteignet: 119 Hektar Acker, 0,6 Hektar Gärten, 67,9 Hektar Wiese und Weide, 53,2 Hektar Wald, 1,6 Hektar Hofraum, 2,9 Hektar Gewässer und 7,1 Hektar Wege und Ödland. Hiervon gingen 103,9 Hektar als elf landlose Bauern und Landarbeiter, 56,3 Hektar an zwölf landarme Bauern, 61,8 Hektar an sieben Umsiedler, 36,5 Hektar an die Gemeinde, 1,4 Hektar an den VdgB und 0,2 Hektar an den Bodenfonds. Im Jahr 1950 bestand die Gemeinde mit dem Wohnplatz Arnimswalde. Im Jahr 1959 gründete sich eine LPG Typ I mit sechs Mitgliedern und 22 Hektar Fläche, die bereits ein Jahr später 53 Mitglieder und 244 Hektar Fläche umfasste. Sie wurde im Jahr 1975 an die LPG Typ III Weißen angeschlossen.
Die Ruine steht im 21. Jahrhundert unter Denkmalschutz. Auf dem Gebiet der Ruine steht eine als Naturdenkmal ausgewiesene Stieleiche mit einem Stammdurchmesser von 7,00 m (2016).
Am 1. Januar 1979 wurde Bärwalde nach Meinsdorf eingegliedert. Diese Gemeinde bildete wiederum am 31. Dezember 1997 mit anderen die neue Gemeinde Niederer Fläming. Ein Jahr zuvor begann die schrittweise Sanierung der Ruine; 1998 die Reparatur des Turms und das Aufsetzen eines neuen Daches.

## Bevölkerungsentwicklung
| Jahr | Einwohner |
| ---- | --------- |
| 1875 | 171       |
| 1890 | 159       |
| 1925 | 115       |

| Jahr | Einwohner |
| ---- | --------- |
| 1933 | 121       |
| 1939 | 123       |
| 1946 | 169       |

| Jahr | Einwohner |
| ---- | --------- |
| 1950 | 162       |
| 1964 | 115       |
| 1971 | 108       |

Gebietsstand des jeweiligen Jahres

## Kultur und Sehenswürdigkeiten
- Burgruine und Gutspark: Ruine der mittelalterlichen ehemaligen Wasserburg. Letzte „Burgherren“ bis 1945 waren ebenfalls die von Arnims. Von der zweiteiligen Anlage sind im 21. Jahrhundert noch zwei nebeneinander liegende, langrechteckige Erdhügel von 120 m × 60 m und 120 m × 45 m erhalten geblieben. Sie wurden von breiten Wassergräben umgeben.